# Femsjö
Femsjö è un villaggio nella parrocchia di Femsjö in Småland, Svezia.
Dal 1974 si trova nel comune di Hylte nella contea di Halland, in passato prima apparteneva alla contea di Jönköping.
Edificio importante del villaggio è la chiesa forse risale al XIII secolo e che acquisì le fattezze in cui si trova oggi dopo il restauro del XVIII secolo.
A Femsjö è nato il botanico e micologo Elias Magnus Fries (1794-1878) in onore del quale, nel 1978, è stato inaugurato, in un edificio laterale alla canonica, il piccolo museo "Fries Museum".
Di fronte alla chiesa vi è l'ex edificio scolastico che risale al 1878, annesso al quale vi è un altro edificio scolastico più piccolo che fu edificato nel 1903.
Gli edifici, che sono stati utilizzati come una scuola regolarmente fino al 1984, oggi ospitano un ostello.